# Флеботомия
Флеботоми́я (от др.-греч. φλεβοτομία, произносится phlebotomia, phleb — кровеносный сосуд, вена, tomia — резка; через старофр. flebothomie, в совр. фр. phlébotomie) — прокол вены с помощью канюли с целью забора крови для анализа, при флеботомии обычно прокалывают вену на руке. Собственно процедура прокола вены называется венепункцией, она используется не только для забора крови, но и для внутривенного вливания (внутривенной терапии).
Флеботоми́ст (англ. phlebotomist) — специалист по забору крови (взятию крови) для анализа, человек, который осуществляет флеботомию, относится к вспомогательному  медицинскому персоналу (англ. healthcare assistant) Большинство врачей, медсестёр и других медицинских специалистов также могут выполнить флеботомию.
Флеботомия, которая проводится при лечении некоторых заболеваний крови, получила название «лечебная флеботомия» («терапевтическая флеботомия» = англ. therapeutic phlebotomy).

## Флеботомисты и флеботомии
Флеботомии проводят флеботомисты — люди, обученные брать кровь, в основном из вен, для медицинских анализов, переливаний крови, донорства или исследований. Кровь собирают, в основном, путём венепункции или, для сбора незначительного количества крови, с помощью пальцевой палочки (англ. Fingerstick) (у младенцев — пяточной палочки, heel stick). В обязанности флеботомиста может входить интерпретация запрошенных анализов, забор крови в правильные пробирки с соответствующими добавками, точное объяснение процедуры пациенту и надлежащая его подготовка к процедуре, выполнение необходимых форм асептики, выполнение стандартных и универсальных мер предосторожности, восстановление гемостаза в месте прокола, инструктаж по уходу за ним после процедуры, маркировка пробирок и доставка взятых образцов в лабораторию.

### Лечебная флеботомия
Некоторые исследователи рассматривают возможность применять кровопускание или флеботомию при лечении некоторых заболеваний, характеризующихся избытком железа в организме или чрезмерным количеством эритроцитов в крови.
В терапевтической практике (помимо целей лабораторного исследования крови) флеботомия обычно проводится с целью дальнейшей трансфузии взятой крови тому же или другому пациенту.
Лечебная флеботомия эффективна при лечении симптомов избытка эритроцитов и растворённого в плазме крови железа.
Лечебная флеботомия используется в Италии при истинной полицитемии, при этом изъятый объём крови восполняется предварительным или последующим переливанием физраствора. Частая флеботомия стала причиной снижения качества жизни пациентов и с 2016 года она постепенно заменяется эритроцитаферезом, который представляет собой вариант аутогемотрансфузии: эритроциты отфильтровываются из забранной у пациента крови, и оставшаяся плазма крови возвращается в кровоток.
Флеботомия может также использоваться для снижения вязкости при синдроме гипервязкости крови, сопряженном с заболеваниями лёгких и сердца.

## Юридический статус
Законодательство некоторых стран или локальное законодательство может требовать лицензирование и (или) регистрацию для флеботомистов.

### Австралия
В Австралии существует ряд курсов по флеботомии, предлагаемых образовательными учреждениями, но обучение обычно проводится на рабочем месте. Минимальная первичная квалификация флеботомистов в Австралии — Cертификат III по сбору патологий (Certificate III in Pathology Collection, курс HLT37215), выданный аттестованным учебным заведением.

### Великобритания
В Великобритании не требуется обладать формальной квалификацией или сертификатом для того, чтобы стать флеботомистом, поскольку обучение обычно проводится на рабочем месте. NHS предлагает обучение с официальной сертификацией по его завершении.

### США
По состоянию на 2016 год специальная государственная сертификация в США требуется только в четырех штатах: Калифорния, Вашингтон, Невада и Луизиана. Флеботомист может получить национальную сертификацию через множество различных организаций.
В 2016 году власти Калифорнии принимали национальные сертификаты только от шести агентств. К ним относятся Американское агентство по сертификации (ACA), Американские медицинские технологи (AMT), Американское общество клинической патологии (ASCP), Национальный центр тестирования компетентности — Институт многопрофильной медицинской сертификации (NCCT / MMCI), Национальное агентство аттестации (NCA), Национальная ассоциация работников здравоохранения (NHA) и Национальный сертификационный экзамен по флеботомии (NPCE).

## История
Ранние «флеботомисты» использовали для извлечения крови из тела пиявки и надрезы, они использовали кровопускание и как лечебную, и как профилактическую процедуру. Ранее считалось, что кровопускание выводит токсины из организма и уравновешивает жидкости (лат. humoris). Хотя врачи действительно проводили кровопускание, это была специальность хирургов-парикмахеров, которые в средневековье и раннее Новое время оказывали медицинскую помощь большинству людей.